# ویکی دیکسون
ویکی دیکسون (انگلیسی: Vicky Dixon؛ زادهٔ ۵ august ۱۹۵۹ (۶۵ سال)) بازیکن هاکی روی چمن اهل بریتانیا است.